# انرژی خورشیدی اشتراکی

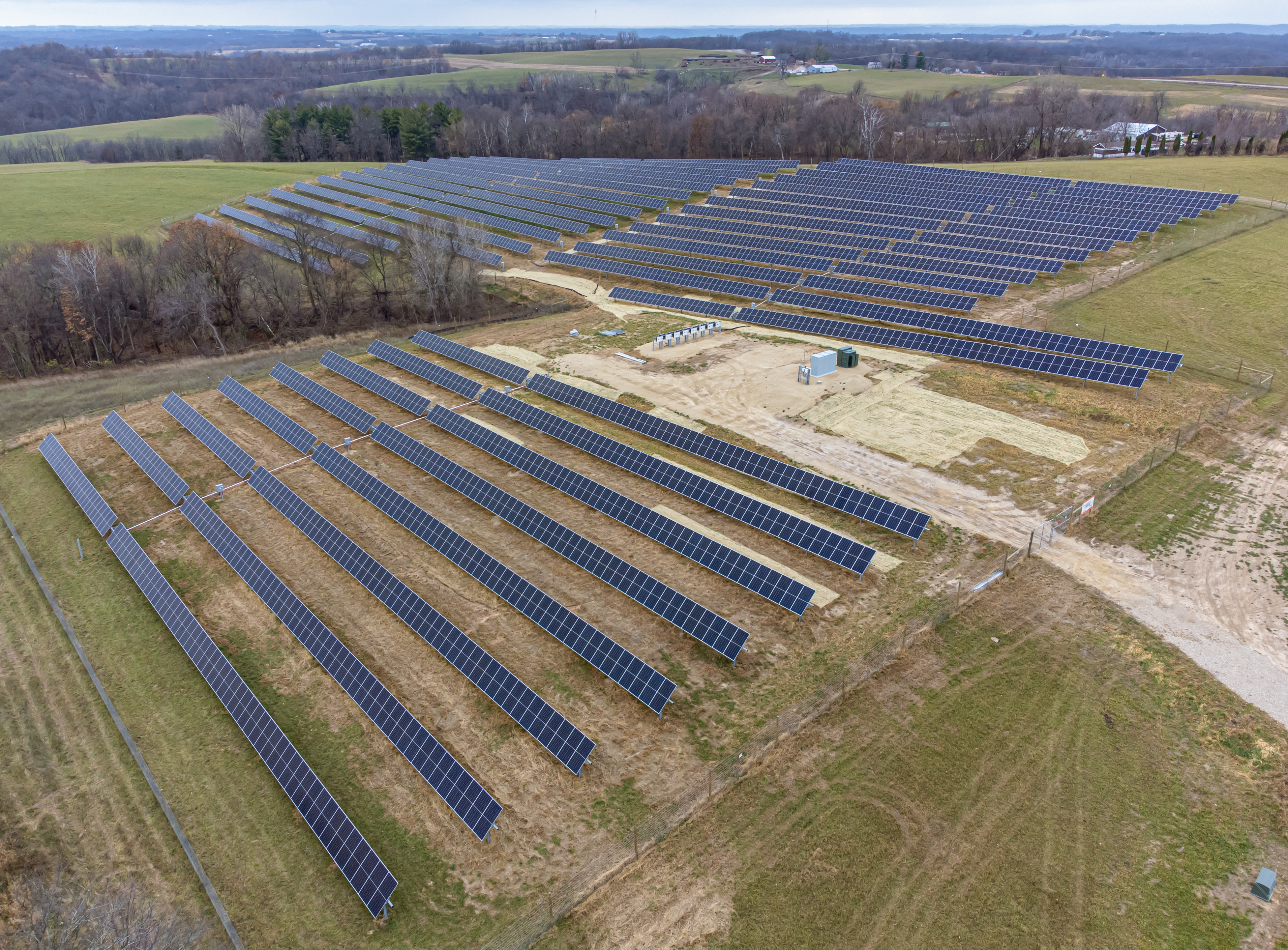
مزرعه خورشیدی اشتراکی در شهر ویتلند، ویسکانسین

پروژه یا مزرعه خورشیدی اشتراکی، یک تأسیسات تولید برق خورشیدی است که سرمایه را از چندین مشتری جذب می‌کند و در ازای آن، اعتبار مصرف انرژی و مزایای مالیاتی به آنان اعطا می‌شود. این مشتریان می‌توانند شامل افراد حقیقی، کسب‌وکارها، مؤسسات غیرانتفاعی و سایر سرمایه‌گذاران باشند. مشارکت‌کنندگان معمولاً در ظرفیت مشخصی از تولید (بر حسب کیلووات یا کیلووات‌ساعت) سرمایه‌گذاری کرده یا اشتراک می‌گیرند، و تولید برق این تأسیسات از راه دور به تناسب سهم هر فرد، به او اختصاص داده می‌شود. این تخصیص با توجه به تغییرات مداوم در ظرفیت، فناوری، هزینه‌ها و نرخ برق، قابل تعدیل است. خورشیدی اشتراکی برای مستأجران، مالکان خانه، و صاحبان مشاغلی که مالک ساختمان خود نیستند، یا امکان نصب پنل خورشیدی روی سقف‌شان را ندارند، یا توان پرداخت هزینه‌های اولیه نصب را ندارند، گزینه‌ای مناسب به‌شمار می‌رود. این طرح‌ها امکان دسترسی مستقیم به انرژی‌های تجدیدپذیر را برای کسانی فراهم می‌کنند که نمی‌توانند به‌طور مستقل سیستم خورشیدی نصب کنند. شرکت در این برنامه‌ها می‌تواند منجر به صرفه‌جویی قابل توجهی در قبوض برق برای خانوارهای با درآمد پایین تا متوسط شود؛ برای نمونه، برخی طرح‌ها از صرفه‌جویی سالانه‌ای در حدود ۴۰۰ دلار برای خانواده‌ها گزارش داده‌اند. این سیستم‌ها معمولاً توسط شرکت‌ها، تعاونی‌ها، دولت‌ها یا مؤسسات غیرانتفاعی اداره می‌شوند.

## مزایای انرژی خورشیدی اشتراکی
نصب پنل خورشیدی بر روی ساختمان‌ها یا منازل شخصی می‌تواند با چالش‌های متعددی همراه باشد. برای صاحبان خانه، این محدودیت‌ها شامل شکل یا اندازه نامناسب سقف، سایه‌اندازی، ظرفیت شبکه برق، و قوانین منطقه‌بندی می‌شود. همچنین، افرادی که مالک خانه نیستند، اجازه ایجاد تغییراتی مانند نصب سامانه‌های خورشیدی روی ساختمان را ندارند. از سوی دیگر، خانوارهای کم‌درآمد در ایالات متحده با «بار انرژی» بالاتری مواجه‌اند؛ اصطلاحی که وزارت انرژی ایالات متحده آمریکا برای توصیف درصدی از درآمد ناخالص خانوار که صرف پرداخت هزینه‌های انرژی می‌شود، به کار می‌برد. بار انرژی برای این خانوارها تقریباً سه برابر دیگر خانوارهای آمریکایی است. با وجود حدود ۵۰ میلیون خانوار کم‌درآمد در آمریکا (یعنی حدود ۴۴٪ از کل خانوارها)، شمار زیادی از مردم بخش قابل توجهی از درآمد خود را صرف پرداخت هزینه‌های انرژی می‌کنند. بسیاری از این افراد، چه مستأجر باشند و چه ساختمان‌شان امکان نصب تجهیزات خورشیدی را نداشته باشد، دسترسی مستقیمی به انرژی خورشیدی ندارند. در اینجا، پروژه‌های خورشیدی اشتراکی راه‌حلی مؤثر ارائه می‌دهند که بدون نیاز به نصب تجهیزات در محل، دسترسی به انرژی پاک و کاهش هزینه‌های برق را برای این گروه‌ها امکان‌پذیر می‌سازد.
برنامه‌های خورشیدی اشتراکی به ویژه برای خانوارهای کم‌درآمد، مستاجران و ساکنان ساختمان‌های چند واحدی که با موانعی برای نصب پنل‌های خورشیدی پشت بام مواجه هستند، مفید است. این برنامه‌ها به چنین افرادی اجازه می‌دهد تا بدون نیاز به نصب سیستم‌های خورشیدی شخصی، به انرژی تجدیدپذیر دسترسی پیدا کرده و هزینه‌های برق خود را کاهش دهند.
انرژی خورشیدی اشتراکی مشابه انرژی شبکه‌ای مرسوم عمل می‌کند، تا جایی که انرژی را از راه دور تأمین می‌کند و نیازی به نصب یا نگهداری از سوی مصرف‌کننده ندارد. به دلیل ماهیت دورافتاده پروژه‌های خورشیدی محلی، محدودیت‌های فیزیکی نصب انرژی خورشیدی برای مصرف‌کنندگان از بین می‌رود. همچنین، به دلیل قابلیت آبونمان، انرژی خورشیدی محلی می‌تواند دسترسی به انرژی خورشیدی را برای خانوارهای کم‌درآمد افزایش دهد. این پروژه‌ها برای
سرمایه‌گذار اولیه نیز سودمند هستند. با کاهش نرخ مصرف انرژی خورشیدی از طریق تولید پراکنده انرژی خورشیدی اشتراکی، اولیه در پروژه‌های خورشیدی محلی در درازمدت بازده بالاتری را تجربه می‌کنند.
متمرکز کردن مکان سیستم‌های خورشیدی می‌تواند به این ترتیب مزایای بیشتری نسبت به تأسیسات مسکونی ایجاد کند:
- پرهیز از عواملی مانند درختان، محدودیت‌های اندازه یا شکل سقف، ساختمان‌های مجاور، شرایط خاص اقلیمی منطقه‌ای (ریزاقلیم)، و سایر عواملی که ممکن است توان خروجی سامانه خورشیدی را در محل سکونت کاهش دهند؛
- اجتناب از قوانین ساختمان، محدودیت‌های پهنه‌بندی، قوانین انجمن صاحبان خانه و نگرانی‌های زیبایی‌شناسی؛
- نیاز به نگهداری کاهش یافته است
- هزینه‌های نصب کاهش یافته است؛[۱۰]
- بازده سرمایه‌گذاری[۱۱]

همچنین تعدادی از مزایای اجتماعی خورشیدی اشتراکی عبارتند از:
- گسترش مشارکت به شامل اجاره دهندگان و دیگران که مالک مالکین املاک مسکونی نیستند.
- دسترسی بیشتر به خورشیدی برای ساکنان کم درآمد؛[۱۰]
- توانایی خورشیدی جامعه برای ایجاد شغل و منابع آموزشی[۱۲]